# Kim Jong Seo Ⅴ
《Kim Jong Seo Ⅴ》는 김종서의 5집 정규 앨범이다. 정통 록 그룹을 표방하며 라이브 사운드를 최대한 살리는 녹음 방식을 택하였다. 4명의 밴드 구성원 모두가 작사, 작곡에 참여했다. 〈추락천사〉는 획일적 교육 현실을 비판했고, 〈아름다운 구속〉은 비틀즈 당시의 녹음 방식으로 화제를 모았다. 

## 수록곡
| #            | 제목                    | 작사         | 작곡         | 재생 시간 |
| ------------ | ----------------------- | ------------ | ------------ | --------- |
| 1.           | 〈墜落天使〉 (추락천사) | 김종서       | 김종서       | 3:55      |
| 2.           | 〈아름다운 구속〉       | 한경혜       | 김종서       | 4:11      |
| 3.           | 〈永遠〉 (영원)         | 한경혜       | 김종서       | 4:18      |
| 4.           | 〈대전환〉              | 김종서       | 김종서       | 4:55      |
| 5.           | 〈Blind Hero〉          | 김영진       | 김영진       | 5:10      |
| 6.           | 〈Free Style II〉       | 김종서       | 김종서       | 2:46      |
| 7.           | 〈삶에 관한 영상〉      | 김민기       | 김종서       | 5:35      |
| 8.           | 〈Tommy's Blues〉       |              | 토미 킴      | 3:09      |
| 9.           | 〈항상〉                | 김민기       | 김종서       | 3:38      |
| 10.          | 〈악마의 미소〉         | 채정은       | 김종서       | 5:18      |
| 총 재생 시간 | 총 재생 시간            | 총 재생 시간 | 총 재생 시간 | 42:55     |